# Sint-Michielskerk (Sint-Lievens-Houtem)

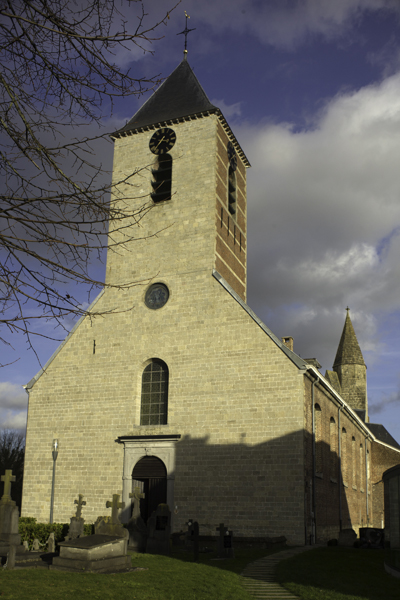
Sint-Michielskerk

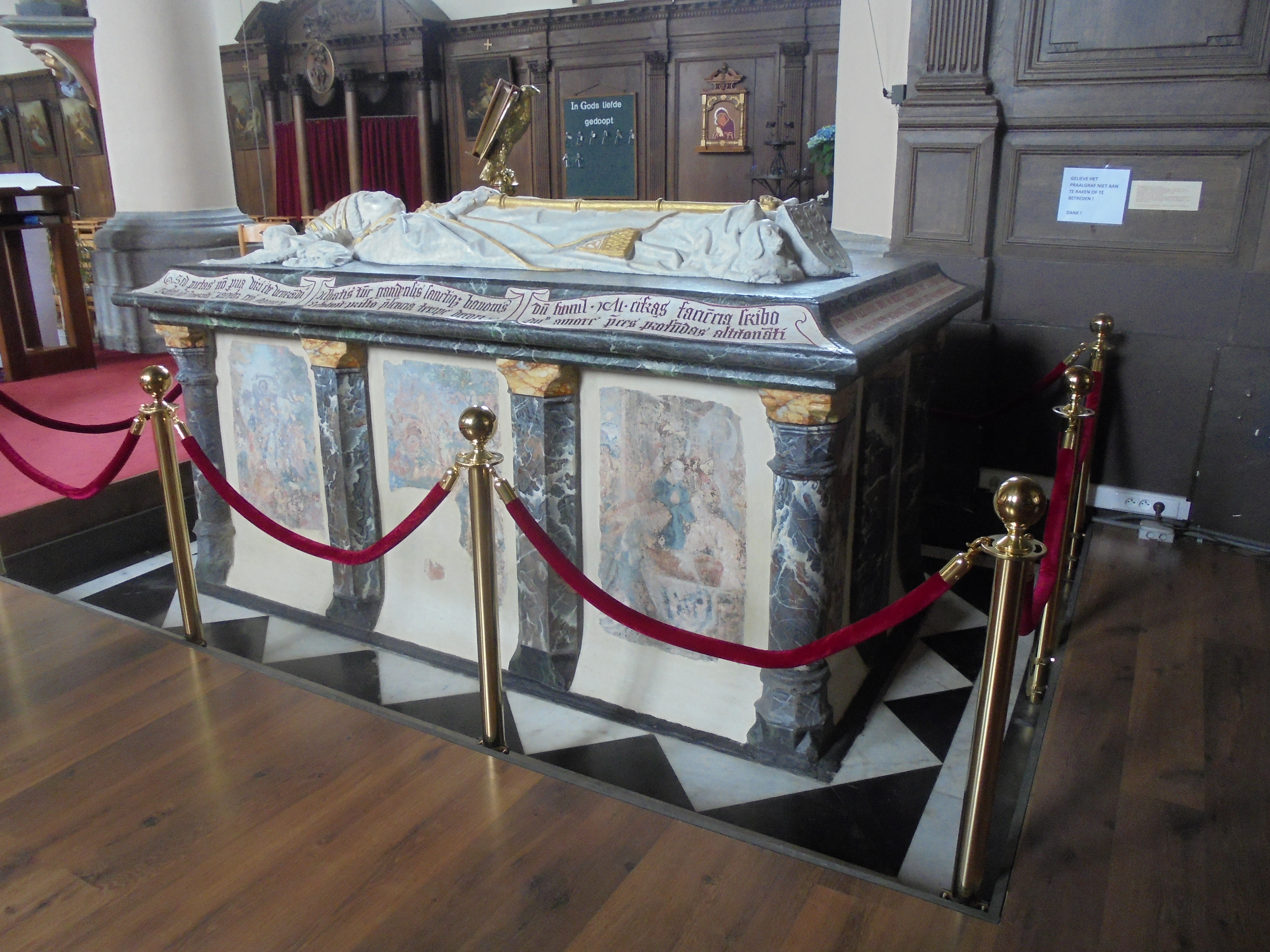
Grafmonument Sint-Livinus

De Sint-Michielskerk is de parochiekerk van de Oost-Vlaamse plaats Sint-Lievens-Houtem, gelegen aan het Marktplein.

## Geschiedenis
In de 11e eeuw stond hier een romaans kerkgebouw, waarvan het koor en de delen van de twee traptorentjes die het koor flankeren bewaard zijn gebleven. In 1776 werd het schip in classicistische stijl gebouwd.
In 1903 werd de kerk gerestaureerd en in 1905 werd een sacristie toegevoegd.

## Gebouw
Het koor is romaans en van de zijtorens is van de noordertoren het benedenste deel romaans. De zuidelijke romaanse toren bevat een 11de-eeuwse dubbelkapel die aan Sint-Livinus is gewijd. De benedenkapel is ingericht als martyrium. Hier bevindt zich een grafmonument van Sint-Livinus uit 1465 en een houten Sint-Livinusbeeld. In de bovenkapel bevindt zich een reliekschrijn van Sint-Brixius. De kapel werd in 2002 gerestaureerd.
Het classicistische schip is uitgevoerd in baksteen. De westgevel met ingebouwde toren werd bekleed met zandsteen. De toren wordt gedekt door een tentdak.

## Interieur
Het koor wordt overkluisd door een gotisch kruisribgewelf. Het schip bevat een barokschildering. Veel kerkmeubilair dateert van de 2e helft van de 18e eeuw. Uit 1603 is een schilderij voorstellend de Marteling van Sint-Livinus van 1603, door Abraham Janssens. Ook is er een Instelling van de Rozenkrans door Nicolaas de Liemaekere, van 1643.
Van belang is voorts het Van Peteghem-orgel uit 1780.